# Gårdstånga
Gårdstånga è un'area urbana della Svezia situata nel comune di Eslöv, contea di Scania.
La popolazione risultante dal censimento 2010 era di 343 abitanti .